# 루벤 오스왈도 디아스
루벤 오스왈도 디아스 피게라스(스페인어: Rubén Oswaldo Díaz Figueras; 1946년 1월 8일, 부에노스 아이레스 ~ 2018년 1월 16일, 부에노스 아이레스)는 아르헨티나의 전직 축구 선수이다. 그는 현역 시절 아르헨티나의 라싱 클루브와 스페인의 아틀레티코 마드리드에서 수비수로 활약했다. 그의 별칭은 "제빵사"(Panadero)였는데, 그의 부친이 제과점을 운영했기 때문이었다.

## 생애
"제빵사" 디아스는 부에노스 아이레스 출신으로, 1965년에 라싱 클루브에서 프로 무대 신고식을 치렀다. 1966년, 그는 라싱의 아르헨티나 프리메라 디비시온 우승 주역이었다. 이듬해인 1967년에는 코파 리베르타도레스를 우승했는데, 이 우승은 라싱 클루브가 거둔 처음이자 마지막 코파 리베르타도레스 우승이었다. 그 해 말, 라싱은 스코틀랜드의 셀틱을 꺾고 인터콘티넨털컵을 우승해 세계를 재패한 최초의 아르헨티나 구단으로 기록되었다.
1974년, 디아스는 아틀레티코 마드리드로 이적해 1974년에 라싱 클루브의 최대 숙적인 인데펜디엔테를 꺾고 또다시 인터콘티넨털컵을 우승했다. 그는 1976년에 코파 델 레이를, 1977년에 라 리가를 우승한 뒤 아르헨티나 무대에 복귀했다.
"제빵사"는 라싱 클루브에 복귀하고 1년 뒤인 1978년에 1류 축구인의 위치에 놓였을 때 은퇴했다. 그는 클라린이 선정한 라싱 클루브 역대 선수단에 이름을 올렸다.
디아스는 대동맥류 수술 합병증으로 파발로로 재단 병원에서 영면에 들었다.

## 수상

### 클럽
라싱 클루브
- 아르헨티나 프리메라 디비시온: 1966
- 코파 리베르타도레스: 1967
- 인터콘티넨털컵: 1967

아틀레티코 마드리드
- 인터콘티넨털컵: 1974
- 코파 델 레이: 1975–76
- 라 리가: 1976–77